# جلگه راین بالا

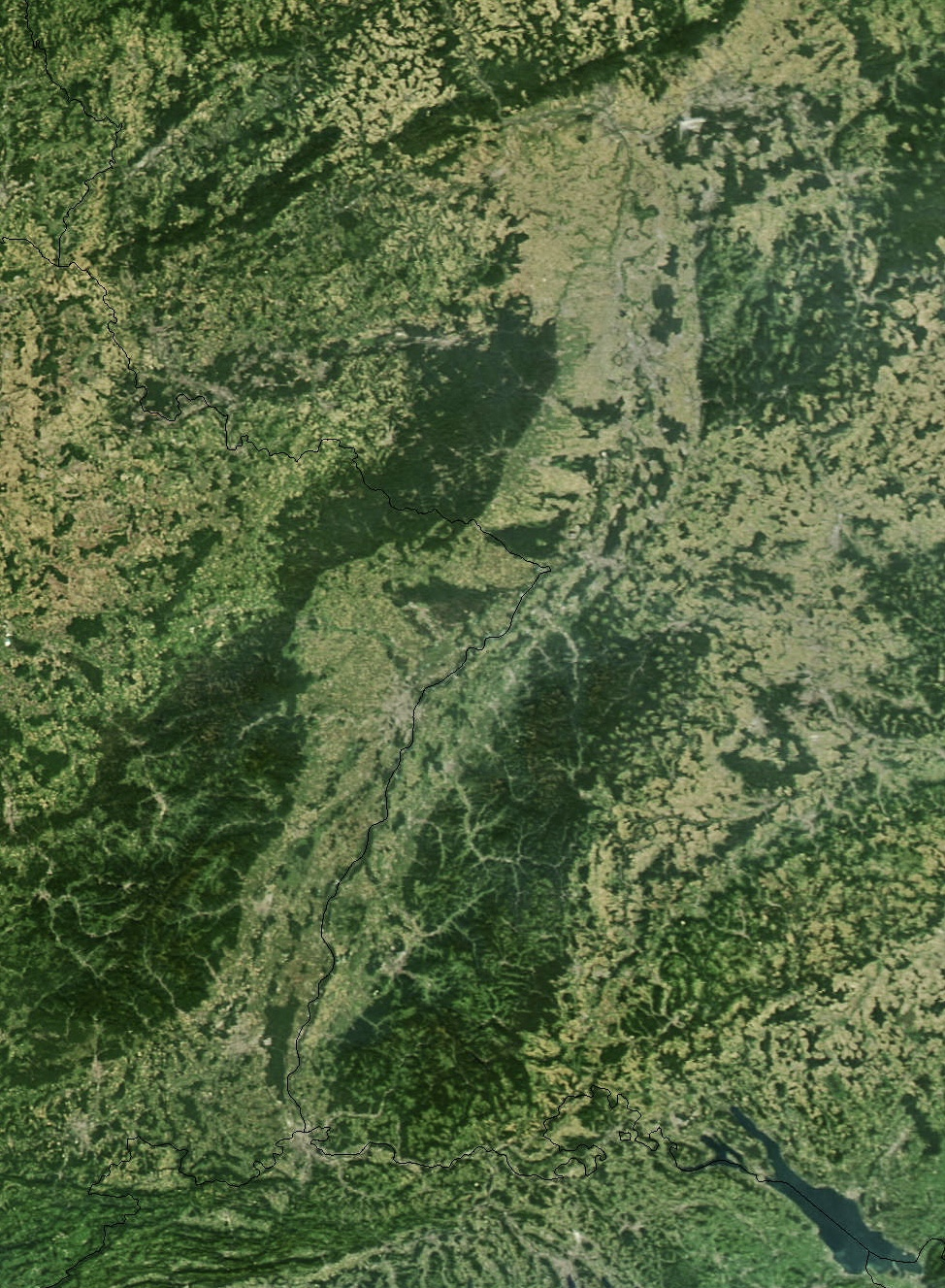
تصویر ماهواره‌ای از این دشت

دشت‌های راین بالا (به آلمانی: Oberrheinische Tiefebene) کافتی (دشت) بزرگ است، که مرز میان فرانسه و آلمان را در بر گرفته‌است. این کافت بخشی از سیستم کافت سنوزوئیک اروپا است که تا مرکز اروپا گسترده شده‌است. این دشت‌ها در برابر پیداش رشته‌کوه‌های آلپ در جنوب آلمان ایجاد شده‌اند. در حال حاضر این دشت حالتی سراشیبی دارد که در آن رود راین عبور می‌کند. از غرب این دشت به رشته‌کوه‌های وسگه در فرانسه و از شرق به جنگل سیاه در آلمان ختم می‌شود.